# Chrysocentris clavaria
Chrysocentris clavaria är en fjärilsart som beskrevs av Edward Meyrick 1914. Chrysocentris clavaria ingår i släktet Chrysocentris och familjen gnuggmalar. Inga underarter finns listade i Catalogue of Life.